# Blaesodactylus antongilensis
Espèce
Synonymes
- Homopholis antongilensis Böhme & Meier, 1980

Statut de conservation UICN

 LC  : Préoccupation mineure
Blaesodactylus antongilensis est une espèce de geckos de la famille des Gekkonidae.

## Répartition
Cette espèce est endémique de Madagascar.

## Étymologie
Son nom d'espèce, composé de antongil et du suffixe latin -ensis, « qui vit dans, qui habite », lui a été donné en référence au lieu de sa découverte, la baie d'Antongil.

## Publication originale
- Böhme & Meier, 1980 "1979" : Revision der madagassischen Homopholis (Blaesodactylus)-Arten (Sauria: Gekkonidae). Senckenbergiana Biologica, vol. 60, n. 5/6, p. 303-315.